# Tommy Sears
Tommy Sears (* 1911 in Dublin; † 6. Dezember 1975 in Swindon) war ein englischer Tischtennis-Nationalspieler, der in den 1930er und 1940er Jahren an sieben Weltmeisterschaften teilnahm.

## Werdegang
Tommy Sears gewann 1934 und 1935 im Doppel mit Victor Barna die offene englische Meisterschaft. Von 1930 bis 1949 nahm er an sieben Weltmeisterschaften teil. Dabei erreichte er 1931 mit der englischen Mannschaft das Endspiel. Bei nachfolgenden WMs betreute er die englischen Aktiven, insbesondere die Damen, als Non-Playing-Captain.
Seinen Lebensunterhalt verdiente Tommy Sears als Manager einer Firma. Er war verheiratet und hatte zwei Kinder. Nach langer Krankheit starb er am 6. Dezember 1975.

## Turnierergebnisse
| Verband | Veranstaltung     | Jahr | Ort       | Land | Einzel     | Doppel    | Mixed        | Team |
| ------- | ----------------- | ---- | --------- | ---- | ---------- | --------- | ------------ | ---- |
| ENG     | Weltmeisterschaft | 1949 | Stockholm | SWE  | letzte 128 | letzte 16 | letzte 32    |      |
| ENG     | Weltmeisterschaft | 1948 | Wembley   | ENG  | Qual       | letzte 32 | keine Teiln. |      |
| ENG     | Weltmeisterschaft | 1938 | Wembley   | ENG  | letzte 64  | letzte 32 | keine Teiln. |      |
| ENG     | Weltmeisterschaft | 1936 | Prag      | TCH  | letzte 32  | letzte 32 | letzte 64    |      |
| ENG     | Weltmeisterschaft | 1935 | Wembley   | ENG  | letzte 128 | letzte 16 | letzte 16    |      |
| ENG     | Weltmeisterschaft | 1931 | Budapest  | HUN  | Qual       | Qual      | Scratched    | 2    |
| ENG     | Weltmeisterschaft | 1930 | Berlin    | FRG  | letzte 64  | letzte 32 | keine Teiln. | 6    |